# Lex Cornelia de magistratibus
Die Lex Cornelia de magistratibus war ein Gesetz der verfassungsrechtlichen Strukturreform Sullas mit Ausrichtung auf die republikanische Beamtenorganisation. In seiner Eigenschaft als Diktator (rei publicae constituendae causa) stellte Sulla im Jahr 81 v. Chr. mit dem gesetzlichen Vorgehen klar, dass die alte (hierarchisch geprägte) Rangordnung der magistratischen Ämterlaufbahn wieder verbindlich einzuhalten war. Gewesene Quästoren konnten sich somit zwar als Prätoren bewerben, durften nicht aber das Konsulnamt unmittelbar anstreben. Der Zugang zum Konsulat stand erst nach Absolvenz des prätorischen Amtes offen.
Diese Maßnahme, die dem besonderen Schutz des Konsulats diente, flankierte Sulla mit einer weiteren Festlegung. Er fixierte das Mindestalter (aetas quaestoria) für die Bekleidung einzelner Ämter. Mit Ausnahme des gleich gebliebenen Mindestalters für die Quästur (30 Jahre), sind jedoch lediglich die Jahreszahlen überliefert, die in der Zeit Ciceros (zum Prätor noch: 40 Jahre / zum Konsul noch: 43 Jahre) galten. Möglicherweise wichen die Mindesteintrittsalter zu Sullas Zeiten davon ab.
Sulla verankerte weitere Maßnahmen, so ein zeitliches Intervall von mindestens zehn Jahren zwischen den Amtsausübungen der Quästur und der Prätur, wohl vor dem Hintergrund, dass Wert auf die Eignung des Kandidaten gelegt wurde, nachgewiesen durch Erfahrung und Reife, gegebenenfalls sogar militärischen Ruhm. Alle Magistrate unterlagen fortan einem Iterationintervall von zehn Jahren – was insbesondere einen Eingriff in das bisherige Regelwerk des Konsulats und des Volkstribunats bedeutete – sogleich auch eine Wiederherstellung des Rechtszustands, der nach Erlass der lex Genucia des Jahres 342 v. Chr. bestand. Die Quästur, die Prätur und der Senat wurden personell aufgestockt. Die Erhöhung der Zahl der Prätoren wurde damit begründet, dass dann über hinreichend viele Obermagistrate verfügt würde, die als Statthalter in den Provinzen eingesetzt werden könnten. Abgegrenzt wurden durch Neuregelung zudem noch die Aufgabengebiete der Magistrate und Promagistrate, dies vornehmlich zur Klärung der Machtstellung unter den Promagistraten.
Einen naheliegenden Zusammenhang gibt es wohl zwischen der lex und dem Tod des Ritters Quintus Lucretius Ofella. Dieser hatte sich auf große Verdienste im Kampf gegen die Marianer berufen, als er – ohne je Quästor oder Prätor gewesen zu sein – sich auf das Amt des Konsuls bewarb. Da Sulla ihn von der Bewerbung nicht abzubringen vermochte, ließ er ihn töten. Ob dies Anlass oder Folge der gesetzlichen Vorschrift war, ist unklar; unterstellt, es war eine Rechtsfolge der lex, sah die Vorschrift bei Zuwiderhandlungen wohl den Vollzug kapitaler Strafen vor, möglicherweise konnte in diesen Fällen ohne Schuldspruch verurteilt werden.